# Hoàng Anh Gia Lai
Der LPBank Hoàng Anh Gia Lai (vietnamesisch Câu lạc bộ bóng đá LPBank Hoàng Anh Gia Lai), auch als HAGL bekannt, ist ein 2001 gegründeter vietnamesischer Fußballverein aus Pleiku. Aktuell spielt der Verein in der höchsten Liga des Landes, der V.League 1.

## Geschichte
Der Verein entstand 2001 aus der Fusion der Vereine Hoàng Anh und Gia Lai. Zum Ende der Saison stieg der neu formierte Verein aus der 2. Liga in die V-League auf und wurde auf Anhieb Meister. Im Folgejahr gelang es sogar, den Titel zu verteidigen. Beide Male war man für die AFC Champions League  qualifiziert.
Wurde man im ersten Jahr mit 7 Punkten noch Gruppenzweiter, blieb der Verein im Jahr darauf ohne Punkte. Von den Anfängen des Vereins bis heute hat es fast schon Tradition, mindestens einen Spieler oder aber gar Trainer aus Thailand zu haben. So spielte unter anderem von 2002 bis 2006 Thailands Nationalheld Kiatisuk Senamuang für HAGL, wo er auch seine aktive Karriere beendete. 2006 übernahm er das Traineramt für eine Saison, ehe Chatchai Paholpat, Anant Amornkiat und zuletzt Dusit Chalermsan auf ihn folgten. Dusit Chalermsan war bereits vorher Spieler und Assistenztrainer bei HAGL, ehe er Cheftrainer wurde. Im Januar 2009 wurde bekannt, dass der US-amerikanische Nationalspieler Lee Nguyen von Randers FC zu HAGL wechseln wird und 10.000 US-Dollar pro Monat erhält. Einen Monat später kehrte Chatchai Paholpat als Co-Trainer zu HAGL zurück um seinen thailändischen Kollegen zu unterstützen.

## Vereinserfolge

### National
- Vietnamesischer Meister: 2003, 2004[4]

- Vietnamesischer Supercup-Sieger: 2003, 2004

- Vietnamesischer Pokalfinalist: 2010

## Stadion
Seine Heimspiele trägt der Verein im Pleiku-Stadion in Pleiku in der Provinz Gia Lai aus. Das Stadion hat ein Fassungsvermögen von 13.000 Personen.

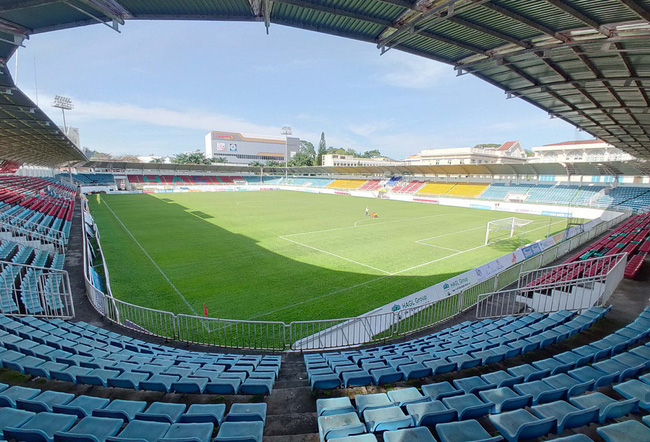
Pleiku-Stadion

## Ehemalige Spieler
- Kiatisuk Senamuang (2002–2006)
- Dusit Chalermsan (2003–2006)
- Tawan Sripan (2004–2006)
- Choketawee Promrut (2005)
- Yaw Preko (2007)
- Datsakorn Thonglao (2007–2009)

## Trainer
Stand: Oktober 2024
| Name                 | Nation     | von                | bis               |
| -------------------- | ---------- | ------------------ | ----------------- |
| Arjhan Srong-ngamsub | Thailand   | 2003               | 2004              |
| Huỳnh Văn Ảnh        | Vietnam    | 2005               |                   |
| Arjhan Srong-ngamsub | Thailand   | 2006               |                   |
| Kiatisuk Senamuang   | Thailand   | 2006               |                   |
| Chatchai Paholpat    | Thailand   | 2006               | 2007              |
| Anant Amornkiat      | Thailand   | 2008               |                   |
| Dusit Chalermsan     | Thailand   | 2008               | 2009              |
| Chatchai Paholpat    | Thailand   | 2009               |                   |
| Dusit Chalermsan     | Thailand   | 2009               |                   |
| Kiatisuk Senamuang   | Thailand   | 2010               |                   |
| Dusit Chalermsan     | Thailand   | 2011               |                   |
| Huỳnh Văn Ảnh        | Vietnam    | 2011               |                   |
| Choi Yun-kyum        | Korea Sud  | 1. Januar 2011     | 31. Dezember 2014 |
| Guillaume Graechen   | Frankreich | 2015               |                   |
| Nguyễn Quốc Tuấn     | Vietnam    | 2015               | 2017              |
| Dương Minh Ninh      | Vietnam    | 18. Oktober 2017   | 21. April 2019    |
| Lee Tae-hoon         | Korea Sud  | 21. April 2019     | 31. Oktober 2020  |
| Minh Ninh Duong      | Vietnam    | 28. September 2020 |                   |
| Kiatisuk Senamuang   | Thailand   | 20. November 2020  | 15. Januar 2024   |
| Vu Tien Thanh        | Vietnam    | 16. Januar 2024    | 31. August 2024   |
| Le Quang Trai        | Vietnam    | 1. September 2024  |                   |

## Saisonplatzierung
| Saison  | Liga       | Platz                                                  | Vietnamese Cup                                         | Supercup                                               |
| ------- | ---------- | ------------------------------------------------------ | ------------------------------------------------------ | ------------------------------------------------------ |
| 2003    | V.League 1 | 1.                                                     |                                                        | Sieger                                                 |
| 2004    | V.League 1 | 1.                                                     |                                                        | Sieger                                                 |
| 2005    | V.League 1 | 4.                                                     |                                                        |                                                        |
| 2006    | V.League 1 | 4.                                                     |                                                        |                                                        |
| 2007    | V.League 1 | 3.                                                     |                                                        |                                                        |
| 2008    | V.League 1 | 7.                                                     |                                                        |                                                        |
| 2009    | V.League 1 | 6.                                                     |                                                        |                                                        |
| 2010    | V.League 1 | 7.                                                     | Finalist                                               |                                                        |
| 2011    | V.League 1 | 9.                                                     | Halbfinale                                             |                                                        |
| 2012    | V.League 1 | 5.                                                     | 2. Runde                                               |                                                        |
| 2013    | V.League 1 | 3.                                                     | Viertelfinale                                          |                                                        |
| 2014    | V.League 1 | 9.                                                     | Halbfinale                                             |                                                        |
| 2015    | V.League 1 | 13.                                                    | Viertelfinale                                          |                                                        |
| 2016    | V.League 1 | 12.                                                    | Viertelfinale                                          |                                                        |
| 2017    | V.League 1 | 10.                                                    | 2. Runde                                               |                                                        |
| 2018    | V.League 1 | 10.                                                    | Viertelfinale                                          |                                                        |
| 2019    | V.League 1 | 8.                                                     | Viertelfinale                                          |                                                        |
| 2020    | V.League 1 | 7.                                                     | 1. Runde                                               |                                                        |
| 2021    | V.League 1 | Die Liga wurde wegen der COVID-19-Pandemie abgebrochen | Die Liga wurde wegen der COVID-19-Pandemie abgebrochen | Die Liga wurde wegen der COVID-19-Pandemie abgebrochen |
| 2022    | V.League 1 | 6.                                                     | Halbfinale                                             |                                                        |
| 2023    | V.League 1 | 10.                                                    | Viertelfinale                                          |                                                        |
| 2023/24 | V.League 1 | 10.                                                    | 1. Runde                                               |                                                        |